# Emilia Kabakow

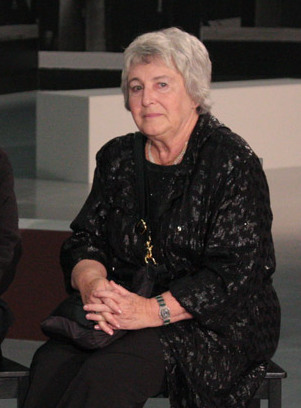
Emilia Kabakow (2013)

Emilia Kabakow (* 1945 in Dnepropetrovsk, UdSSR) ist eine US-amerikanische Künstlerin, deren Werk am engsten mit dem Konzeptualismus und der Installationskunst verbunden ist. Seit 1988 arbeitet sie häufig mit ihrem Ehemann Ilya Kabakov zusammen. Mit Ausnahme der Malerei ist Emilia seit 1997 für alle Projekte von Ilya Kabakov verantwortlich.

## Biografie
Kabakow wurde 1945 in Dnepropetrowsk in der Sowjetunion geboren. Sie studierte spanische Literatur und die spanische Sprache an der Moskauer Universität sowie an der Musikhochschule von Irkutsk.
1973 wanderte sie nach Israel aus und ließ sich 1975 in New York City nieder, um eine Karriere als Galeristin und Kuratorin zu verfolgen. Seit 1988 arbeitet sie mit Ilya Kabakov zusammen, der sowohl ihr Ehemann als auch ihr Cousin ist.

## Arbeiten
Ihre Arbeiten wurden unter anderem in der Tate Modern, auf der Biennale von Venedig 1993, wo sie Russland vertraten, im Hirshhorn Museum, im Irish Museum of Modern Art und in vielen anderen Museen ausgestellt. Im Jahr 2000 wurden die Kabakows vom Public Art Fund beauftragt, eine große Installation, The Palace of Projects, in der 69th Regiment Armory in New York City zu schaffen, die aus 65 separaten Projekten innerhalb einer großen spiralförmigen Installation mit einem Durchmesser von 80 Fuß und einer Höhe von 40 Fuß besteht.

## Sammlungen
Kabakows Werke sind unter anderem in den ständigen Sammlungen des Museum van Hedendaagse Kunst Antwerpen und des British Museum vertreten.

## Auszeichnungen
- 2008: Praemium Imperiale